# Leopold Infeld
Leopold Infeld (Krakau, 20 augustus 1898 - 15 januari 1968) was een Pools natuurkundige die hoofdzakelijk werkte in Polen en Canada van 1938 tot 1950. Hij was een lid van de Poolse Academie van Wetenschappen.

## Leven
Infeld werd geboren in een familie van Poolse joden, in Krakau wat op dat moment gelegen was in Oostenrijk-Hongarije, en deel werd van onafhankelijk Polen in 1918. Hij studeerde natuurkunde bij de Jagiellonische Universiteit en sinds 1920 in Berlijn, waar hij om Albert Einsteins hulp vroeg om toestemming te krijgen zich aan te sluiten bij de universiteit. Hij behaalde zijn doctoraat in 1921. In 1933 verliet hij Berlijn in ruil voor Engeland, daarna de VS en Canada na de dood van zijn eerste vrouw, Halina. 
1. ↑  Gemeinsame Normdatei; geraadpleegd op: 31 december 2014.
2. ↑  Grote Sovjetencyclopedie (1969–1978); geraadpleegd op: 28 september 2015; paragraaf of sectie: Инфельд Леопольд.
3. ↑  http://mapa.um.warszawa.pl/mapaApp1/mapa?service=cmentarze#.